# Psychotria verdcourtii
Psychotria verdcourtii är en måreväxtart som beskrevs av Attila L. Borhidi. Psychotria verdcourtii ingår i släktet Psychotria och familjen måreväxter. Inga underarter finns listade i Catalogue of Life.